# Поляковка (Фёдоровский район)
Поляковка (баш. Поляковка) — деревня в Федоровском районе Республики Башкортостан Российской Федерации. Входит в состав Бала-Четырманского сельсовета. 

## География

### Географическое положение
Расстояние до:
- районного центра (Фёдоровка): 30 км,
- центра сельсовета (Бала-Четырман): 8 км,
- ближайшей ж/д станции (Мелеуз): 55 км.

Находится на левом берегу реки Ашкадар.

## Население
| 2002 | 2009 | 2010 |
| ---- | ---- | ---- |
| 1    | →1   | ↘0   |

Национальный состав
Согласно переписи 2002 года, преобладающая национальность — русские (100 %).